# Vratislav I. z Pernštejna
Vratislav I. z Pernštejna († 16. ledna 1496) byl moravský šlechtic z rodu pánů z Pernštejna. Zastával významné funkce ve správě Moravského markrabství.

## Život
Narodil se jako syn Jana II. z Pernštejna. Poprvé se Vratislav uvádí v pramenech z roku 1463. 
Přestože není o Vratislavovi v historických pramenech mnoho zmínek, patřil k významným členů rodu. Byl komorníkem brněnského zemského soudu, poté nejvyšším komorníkem a v letech 1494–1496 moravským zemským hejtmanem. 

### Manželství
Vratislav I. z Pernštejna byl ženatý s Ludmilou z Kunštátu, dceru Jana Heralta z Kunštátu a Líšnice a jeho manželky Johanky z Kravař, s níž vyženil hrad Plumlov s městečkem, dále městečka Prostějov a Kostelec na Hané a mnoho vesnic. Rozšířil tak rodové panství Pernštejnů o velký majetek, který po jeho smrti v roce 1496 připadl jeho bratru Vilémovi II. z Pernštejna. Vratislav totiž zemřel jako bezdětný.
Je pohřben v rodinné hrobce v Doubravníku.